# Africallagma
Africallagma – rodzaj ważek z rodziny łątkowatych (Coenagrionidae).
W skład rodzaju wchodzą następujące gatunki:
- Africallagma cuneistigma
- Africallagma elongatum
- Africallagma fractum
- Africallagma glaucum
- Africallagma pallidulum
- Africallagma pseudelongatum
- Africallagma quingentum
- Africallagma rubristigma
- Africallagma sapphirinum
- Africallagma sinuatum
- Africallagma subtile
- Africallagma vaginale